# 45700 Levi-Setti
45700 Levi-Setti este un asteroid din centura principală de asteroizi.

## Descriere
45700 Levi-Setti este un asteroid din centura principală de asteroizi. A fost descoperit pe 3 martie 2000 în cadrul proiectului CSS. Asteroidul prezintă o orbită caracterizată de o semiaxă mare de 2,58 ua, o excentricitate de 0,19 și o înclinație de 11,5° în raport cu ecliptica.